# Тимашёвское городское поселение
Тимашёвское городское поселение — муниципальное образование в Тимашёвском районе Краснодарского края России.
В рамках административно-территориального устройства Краснодарского края ему соответствует город районного значения с одним подчинённым посёлком.
Административный центр — город Тимашёвск.

## Население
| 2010    | 2012    | 2013    | 2014    | 2015    | 2016    | 2017    |
| ------- | ------- | ------- | ------- | ------- | ------- | ------- |
| 54 002  | ↘53 619 | ↘53 521 | ↘53 029 | ↘52 718 | ↘52 656 | ↘52 601 |
| 2018    | 2019    | 2020    | 2021    | 2023    |         |         |
| ↘51 999 | ↘51 517 | ↘50 866 | ↗51 981 | ↘51 522 |         |         |

## Населённые пункты
В состав городского поселения входят 2 населённых пункта:
| № | Населённый пункт | Тип населённого пункта | Население (чел.) |
| - | ---------------- | ---------------------- | ---------------- |
| 1 | Тимашёвск        | город                  | ↘51 101          |
| 2 | Кирпичный        | посёлок                | ↗124             |

## Местное самоуправление
- Буряк Павел Владимирович [17]
- Беркут Григорий Васильевич
- Панин Николай Николаевич[1]